# Xanthorhoe costijuncta
Xanthorhoe costijuncta är en fjärilsart som beskrevs av Edward Alfred Cockayne 1953. Xanthorhoe costijuncta ingår i släktet Xanthorhoe och familjen mätare. Inga underarter finns listade i Catalogue of Life.